# Liste des évêques d'Awgu
Liste des évêques d'Awgu
(Dioecesis Auguensis)

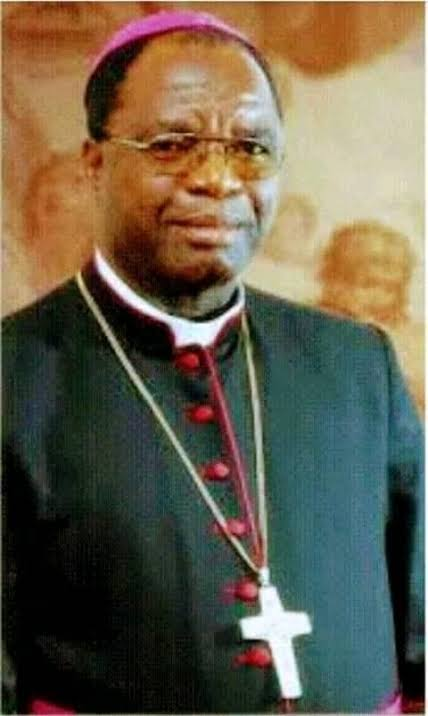
John Okoye, premier évêque d’Awgu

L'évêché nigérian d'Awgu est créé le 8 juillet 2005, par détachement de celui d'Enugu.

## Sont évêques
- depuis le 8 juillet 2005 : John Okoye (John Ifeanyichukwu Okoye)

## Sources
- L'ANNUAIRE PONTIFICAL, sur le site http://www.catholic-hierarchy.org, à la page